# Perdo via
Perdo via è un singolo del cantautore italiano Nesli, pubblicato il 22 maggio 2012 come primo estratto dal sesto album in studio Nesliving Vol. 3 - Voglio.
Il brano è stato prodotto da Big Fish e Marco Zangirolami e lo stesso Nesli.

## Video musicale
Il videoclip, diretto da Luca Tartaglia, è stato pubblicato il 22 maggio 2012. La pubblicazione del video è stata legata ad un concorso indetto sul profilo di Google+ del cantautore, chiamato "Tu cosa vuoi?".

## Tracce
1. Perdo via – 3:54